# Gomorra (film)
Gomorra è un film del 2008 co-scritto e diretto da Matteo Garrone.
Basato sull'omonimo best seller di Roberto Saviano.

## Trama
In un salone di bellezza, mentre alcuni uomini sono esposti alle lampade UV, sopraggiungono dei loro amici che, dopo averli salutati e aver scherzato con loro, li uccidono brutalmente a colpi di pistola. La trama si articola in quattro vicende che si alternano durante il film.

### Storia di Pasquale
Pasquale è un bravissimo sarto di esperienza che lavora per l'alta moda. Ma lo fa in nero, sfruttato da un datore di lavoro che a sua volta è sotto il ricatto degli strozzini della camorra. Il capo di Pasquale si aggiudica una commessa di alta moda per nemmeno trenta euro a pezzo, da consegnare in tempi brevissimi, per cui sarà necessario lavorare di notte.
Per guadagnare di più, Pasquale accetta la proposta di un imprenditore cinese, Xian, che gli offre duemila euro a lezione per insegnare il mestiere a una squadra di suoi operai. Per precauzione, durante il percorso verso la fabbrica Xian chiede a Pasquale di viaggiare nascosto nel bagagliaio di un'auto. Nonostante questo Pasquale è soddisfatto: viene trattato come un maestro, con applausi ed onore, torna a casa con i soldi, e racconta alla moglie di come anche i cinesi sappiano cucinare bene la spigola.
Tuttavia questo suo secondo lavoro viene scoperto dai camorristi, che controllano il giro della sartoria "in nero" e decidono di punire Pasquale, che aveva messo il piede in due staffe. L'auto su cui viaggia nascosto nel bagagliaio viene colpita da una raffica di mitra da alcuni sicari, finendo contro una fabbrica di statue di gesso.
Pasquale si salva, ma decide di smettere di fare il sarto sentendosi sfruttato e tradito dal proprio capo; diventa così camionista. In una sosta presso un autogrill, di notte, dopo essersi lavato e aver consumato un caffè, vede in televisione una diva di Hollywood che indossa un abito confezionato da lui stesso. Senza dire una parola, esce dall'autogrill e rimonta sul suo camion.

### Storia di Totò, Don Ciro e Maria
A Scampia, la più grande piazza di spaccio di droga d'Italia, è in corso la faida tra gli scissionisti ed il clan Di Lauro. Don Ciro è un contabile che porta la mesata (mensile), stipendio dato dai clan alle famiglie che hanno un affiliato morto o in carcere. Maria riceveva la mesata perché ha il marito in carcere, ma a un certo punto non viene più pagata perché il figlio è passato agli scissionisti.
Totò è un ragazzino di tredici anni cresciuto nel mito del sistema, che viene "iniziato" accettando di farsi sparare in petto con un giubbotto antiproiettile. Costretto a scegliere, tradirà Maria, alla quale porta regolarmente la spesa, attirandola fuori casa e condannandola ad essere uccisa in un agguato organizzato per vendicarsi di un'esecuzione organizzata dagli scissionisti.
Ciro, dopo diverse minacce, cerca di salvarsi proponendo alla parte avversa di assumerlo, ma questo non è possibile. Alla fine decide di vendersi e rivela il covo dove riceve i soldi delle mesate e viene graziato dai due scissionisti che uccidono i suoi compagni di clan mentre preparavano i soldi per le mesate.

### Storia di Franco e Roberto
Franco è un imprenditore che lavora nel settore dello smaltimento dei rifiuti tossici e propone agli industriali del Nord Italia lo smaltimento dei loro rifiuti a costi dimezzati e in teoria con tutte le certificazioni in regola. Il giovane tecnico Roberto viene assunto da Franco, e lo aiuta nella scelta dei luoghi migliori dove versare i veleni.
Impara a scegliere la dimensione delle cave, e come miscelare i veleni più adatti al compost, che viene sparso per tutte le campagne del napoletano e del casertano. Roberto viaggia per la prima volta a Venezia, e viene affascinato dalle opportunità di questa attività. Durante lo sversamento in una cava, un operaio ha un incidente, e gli autisti protestano, abbandonando il carico di fusti da sotterrare. Per spostare i camion, Franco assolda dei bambini.
Una famiglia di piccoli proprietari terrieri in difficoltà economiche si offre di consentire smaltimenti abbondanti nelle proprie terre, già inquinate da precedenti sversamenti, per cento euro a camion. Al termine della visita, una vecchia contadina regala a Roberto una cassetta di pesche. Durante il viaggio di ritorno in auto, Franco chiede a Roberto di buttare le pesche perché contaminate.
Disgustato da quello che sta facendo, Roberto decide di abbandonare questa attività. Franco ammonisce Roberto: gli dice di non credere di essere migliore di lui e rivendica di aver contribuito con queste attività illecite allo sviluppo dell'Italia e di averla fatta entrare in Europa, risolvendo problemi che altri hanno creato. Senza il suo "aiuto", tutto quello che sarebbe restato ai contadini sarebbero stati solo debiti. Roberto prosegue da solo a piedi per una desolata strada di campagna.

### Storia di Marco e Ciro
Marco e Ciro, detto Pisellino, sono due giovani delinquenti, originari di una zona controllata dai Casalesi, entrambi attratti dal mito di Scarface. Cominciano attività illecite in proprio: prima rubano della droga ad un gruppo di extracomunitari e, dopo aver ignorato un primo avviso, arrivano a rubare delle armi in un deposito dei Casalesi e compiono una rapina, quindi vengono trovati in un locale a luci rosse mentre molestavano due donne, venendo poi portati in un luogo appartato e pesantemente malmenati, con l'intimazione di restituire le armi.
Dopo aver deciso di ignorare ancora gli avvisi e di continuare con le loro attività, un anziano del clan li avvicina, lusingandoli per il coraggio e la loro indipendenza dal clan, e gli chiede di uccidere una persona per conto del clan, in cambio di un anticipo in denaro. I due cadono nel tranello, vengono attirati in un desolato tratto del litorale domizio e infine uccisi, e i loro corpi vengono fatti sparire, sotterrati con una ruspa.

## Produzione
Il film è stato diretto da Matteo Garrone, il quale ha anche collaborato alla scrittura della sceneggiatura assieme a Maurizio Braucci, Ugo Chiti, Massimo Gaudioso e all'autore del libro non-fiction Roberto Saviano; l'opera, prodotta dalla Fandango di Domenico Procacci insieme a Rai Cinema è stata realizzata con il contributo del Ministero dei Beni Culturali e Ambientali - Dipartimento dello Spettacolo e con il supporto di Media Programme della Comunità Europea. Gran parte dei dialoghi sono in lingua napoletana o in casalese e sono sottotitolati. Oltre al dialetto vero e proprio, sono presenti termini e modi di dire in uso nella criminalità. Alcuni attori non sono professionisti, ma gente del posto.

## Colonna sonora
Diverse scene hanno come sottofondo musiche di cantanti neomelodici, quali Rosario Miraggio, Alessio, Raffaello. Durante un giro a Scampia, un affiliato tiene altissimo il volume della musica in auto, il brano è "Must Pray" di Pieter Vercampt. Nel night club si sente in sottofondo riecheggiare i brani I Feel The Love del progetto Lovematic e "Play My Music" di Sandy Chambers; in particolare si tratta del Megamix Fratty And Stay Free Love Mix.

## Distribuzione
Il film è stato distribuito nel circuito cinematografico italiano il 16 maggio del 2008.

## Accoglienza

### Incassi
Nel primo weekend di programmazione è stato il film più visto in Italia, con un incasso di 1.825.643 euro. Il film in Italia ha incassato 10.200.000 euro, risultando il 10° miglior incasso della stagione cinematografica 2007-2008. Sommando gli incassi esteri il film totalizza 46.700.000 dollari di incasso.

## Riconoscimenti
- 2009 - Golden Globe
  - Candidatura Miglior film straniero (Italia)
- 2008 - European Film Awards
  - Miglior film a Matteo Garrone e Domenico Procacci
  - Miglior regia a Matteo Garrone
  - Miglior attore a Toni Servillo
  - Miglior sceneggiatura a Maurizio Braucci, Ugo Chiti, Gianni di Gregorio, Matteo Garrone, Massimo Gaudioso e Roberto Saviano
  - Miglior fotografia a Marco Onorato
- 2009 - David di Donatello
  - Miglior film a Matteo Garrone e Domenico Procacci
  - Miglior regia a Matteo Garrone
  - Migliore sceneggiatura a Maurizio Braucci, Ugo Chiti, Gianni Di Gregorio, Matteo Garrone e Roberto Saviano
  - Miglior produttore a Domenico Procacci
  - Miglior canzone (Herculaneum) a Robert Del Naja e Neil Davidge
  - Miglior montaggio a Marco Spoletini
  - Miglior montaggio sonoro a Maricetta Lombardo
  - Candidatura Migliore attrice non protagonista a Maria Nazionale
  - Candidatura Migliore fotografia a Marco Onorato
  - Candidatura Migliore scenografia a Paolo Bonfini
  - Candidatura Migliori costumi a Alessandra Cardini
- 2008 - Festival di Cannes
  - Gran Premio della Giuria a Matteo Garrone[7]
  - Premio Arcobaleno Latino a Matteo Garrone[8]
  - Candidatura Palma d'oro a Matteo Garrone
- 2009 - Premio BAFTA
  - Candidatura Miglior film straniero (Italia)
- 2009 - Nastro d'argento
  - Nastro d'argento speciale dell'anno a Matteo Garrone
  - Miglior sonoro a Maricetta Lombardo
  - Candidatura Migliore sceneggiatura a Maurizio Braucci, Ugo Chiti, Gianni Di Gregorio e Matteo Garrone
  - Candidatura Migliore fotografia a Marco Onorato
  - Candidatura Migliore montaggio a Marco Spoletini
- 2009 - Globo d'oro
  - Miglior film a Matteo Garrone e Domenico Procacci
  - Miglior attore protagonista a Toni Servillo
  - Miglior fotografia a Marco Onorato
  - Candidatura Miglior regia a Matteo Garrone
  - Candidatura Miglior sceneggiatura a Maurizio Braucci, Ugo Chiti, Gianni Di Gregorio e Matteo Garrone
- 2009 - Ciak d'oro
  - Miglior film a Matteo Garrone e Domenico Procacci[9]
  - Miglior sceneggiatura a Maurizio Braucci, Ugo Chiti, Gianni Di Gregorio e Matteo Garrone[9]
  - Miglior fotografia a Marco Onorato[9]
  - Miglior montaggio a Marco Spoletini[9]
  - Candidatura Miglior produttore a Domenico Procacci
  - Candidatura Miglior sonoro a Maricetta Lombardo e Luca Novelli
- 2009 - Premio César
  - Candidatura Miglior film straniero (Italia)
- 2008 - Satellite Award
  - Miglior film straniero (Italia)
- 2009 - Independent Spirit Awards
  - Candidatura Miglior film straniero (Italia)

## Casi mediatici
Bernardino Terracciano, interprete di Peppe 'o cavallaro, è stato arrestato l'11 ottobre 2008 per favoreggiamento, estorsione e detenzione abusiva di armi da fuoco, in un'operazione contro il clan dei Casalesi. Arrestati pure Salvatore Fabbricino, che interpreta uno dei tanti camorristi presenti nel film, e Giovanni Venosa, che interpreta il capoclan che dispone l'omicidio di Marco e Pisellino.
Il 26 febbraio del 2014 ad Arzano è avvenuto un duplice omicidio di camorra che ricalcava esattamente la scena iniziale del film: sono infatti stati uccisi due uomini (di cui uno totalmente estraneo ad ambienti criminali) mentre si trovavano all'interno di un solarium.
Salvatore Abruzzese, interprete di Totò, è stato arrestato nel gennaio 2021 per spaccio di droga.

## Gomorra - New Edition
Nel 2020 il regista Garrone monta una nuova versione del film, riducendone la durata a 125 minuti, con alcuni aggiustamenti che non ne cambiano il senso.  È stato trasmesso in prima TV da Rai 3 il 16 aprile 2021.

## Opere derivate

### Gomorra - La serie
Nel marzo 2011, il vicepresidente di Sky Italia Andrea Scrosati annunciò per il 2013 la realizzazione di Gomorra - La serie, fiction in dodici episodi ispirata al romanzo ma senza legami di continuità col film. A produrla gli studi Cattleya, Fandango e LA7, con la consulenza di Roberto Saviano e la regia di Stefano Sollima, Francesca Comencini e Claudio Cupellini. La serie viene trasmessa da Sky Atlantic a partire dal 6 maggio 2014 ed in seguito viene trasmessa in chiaro su Rai 3. A seguito del successo ottenuto, la serie venne confermata per una seconda stagione, le cui riprese iniziarono il 14 aprile 2015 e terminarono il 6 novembre seguente. Tale seconda stagione è trasmessa in prima TV sui Canali Sky Atlantic e Sky Cinema 1 a partire dal maggio al giugno 2016 con ancora più successo rispetto alla prima; al trio di registi della prima stagione s'aggiunse Claudio Giovannesi.
Nell'ottobre 2016 iniziarono le riprese della terza stagione (che vede l'abbandono dei registi Stefano Sollima e Claudio Giovannesi perché impegnati in altri progetti), che venne trasmessa dal 17 novembre al 22 dicembre 2017 sempre su Sky Atlantic e Sky Cinema 1.
Le riprese della quarta stagione, scritta all'inizio del 2018, partirono nella primavera successiva, e si conclusero alla fine dello stesso anno; tale stagione viene poi trasmessa dal 29 marzo al 3 maggio 2019 sempre su Sky Atlantic e Sky Cinema 1. Alla direzione della serie, oltre ai confermati Francesca Comencini e Claudio Cupellini, si aggiungono Marco D'Amore (protagonista della stessa) al debutto come regista, Enrico Rosati e Ciro Visco (questi ultimi già aiuto-registi nelle stagioni precedenti).
La quinta ed ultima stagione della serie è stata trasmessa dal 19 novembre al 17 dicembre 2021 sempre su Sky Atlantic.

### L'immortale
Nel 2019 viene annunciato che il personaggio di Ciro Di Marzio (uno dei protagonisti della serie) sarà interpretato da Marco D'Amore anche nel film L'immortale, diretto da lui stesso, pellicola cinematografica che racconta le vicende del personaggio parallele alla quarta stagione di Gomorra - La serie, costituendone dunque un midquel/spin-off, distribuito nelle sale cinematografiche il 5 dicembre dello stesso anno.